# جنگ مواد مخدر مکزیک

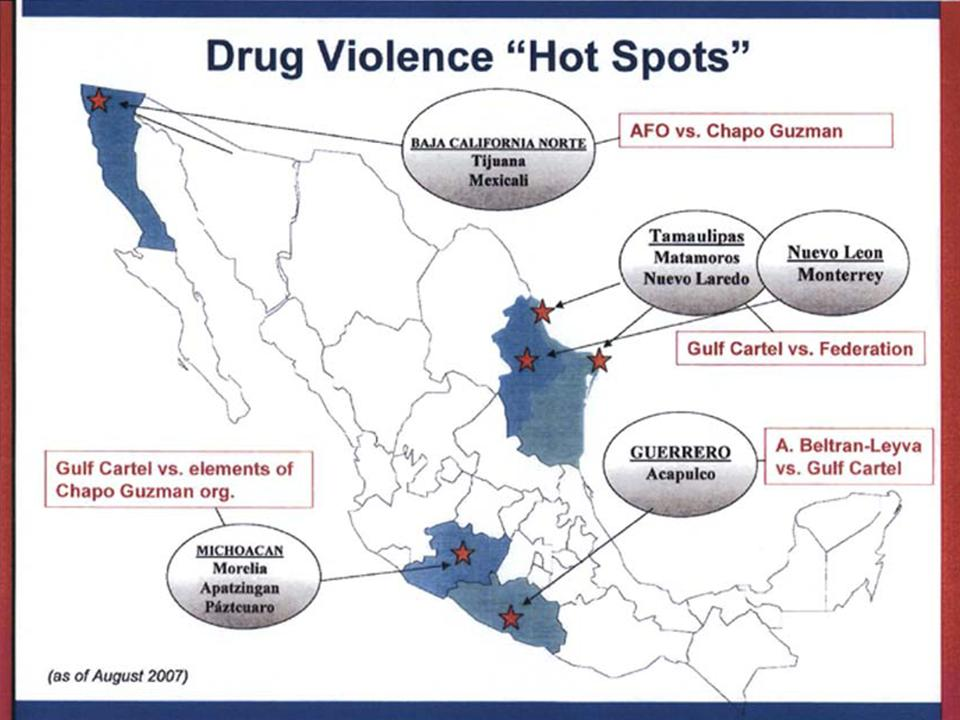
مناطق حاد جنگ مواد مخدر در مکزیک

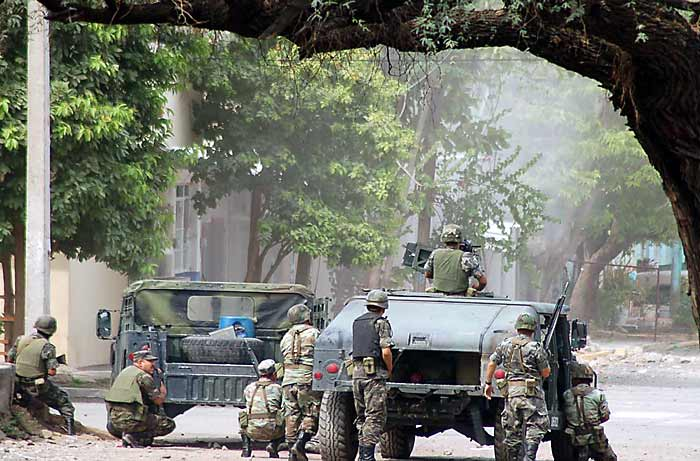
درگیری‌ها و تیراندازی‌های خیابانی میان نیروهای امنیتی مکزیک و قاچاقچیان مواد مخدر، در برخی از شهرهای مکزیک به امری روزمره تبدیل شده است.

جنگ مواد مخدر در مکزیک (به اسپانیایی: Guerra contra el narcotráfico en México) به نزاع‌ها و درگیری‌های مسلحانه بین قاچاقچیان مواد مخدر و نیروهای امنیتی و کماندوهای ارتش مکزیک گفته می‌شود که در ۱۱ سپتامبر ۲۰۰۶ با ارسال ۶۵۰۰ نفر از نیروهای ارتش مکزیک به ایالت میچوکن مکزیک برای پایان درگیری با قاچاقچیان مواد مخدر آغاز شد.
آمریکا و بریتانیا در این درگیری از ارتش مکزیک حمایت می کردند. مکزیک محلی برای ترانزیت کوکائین از کلمبیا به آمریکا و باهاما یکی از مناطق تحت کنترل بریتانیا می‌باشد. این درگیری‌ها باعث افزایش قیمت کوکائین در ۳۷ ایالت آمریکا به میزان ۵۰٪ شد در حالی که درجه خلوص آن ۱۱ درصد کاهش یافت. تا ژانویه ۲۰۱۲ میلادی، بیش از ۴۰ هزار نفر در جریان خشونت‌های مربوط به مواد مخدر جانشان را در مکزیک از دست داده‌اند. تاکنون حدود ۱۰۰ نفر از قاچاقچیان دستگیر شده در این درگیری‌ها تسلیم مقامات قضایی شدند. که از آن جمله می‌توان به خواکین گوزمن، رهبر کارتل سینالوآ اشاره کرد.
در سال ۲۰۱۶ میلادی، جنگ مواد مخدر در مکزیک به کشته‌شدن بیش از ۲۳ هزار نفر انجامید، این رکورد از میزان تعداد قتل‌ها را تنها جنگ داخلی سوریه شکسته‌است.